# 帯脈
帯脈（たいみゃく）は、経絡の一つ。季脅に起こり、足の厥陰、章門穴と足の少陽、帯脈穴を循り、身を囲して一周して束帯然の如し。また五枢穴、維道穴で足の少陽と会す。
章門穴→帯脈穴→五枢穴→維道穴
宗穴-足臨泣穴